# Поллак, Мими
Мими Поллак (собственно Мария Хелена Поллак, швед. Mimi Pollak, Maria Helena Pollak, 9 апреля 1903, Хаммарё, Вермланд — 11 августа 1999, Стокгольм) — шведская актриса театра и кино, театральный режиссёр.

## Биография
Родилась в семье еврейских выходцев из Австро-Венгрии. В 1922—1924 училась в театральной школе театра Драматен вместе с Гретой Гарбо и Альфом Шёбергом. Дебютировала на сцене Драматен в 1922 и до 1990 сыграла более тридцати ролей, в эти же годы активно снималась в кино (40 ролей). В 1948 стала первой женщиной-режиссёром в Драматен, поставив драму Жана Жене Служанки; в дальнейшем ставила спектакли до 1973. С 1950-х годов сыграла несколько ролей в телесериалах и поставила несколько фильмов на телевидении.
Была замужем за актёром Нильсом Лунделем (1927—1938), со студенческих времен на протяжении десятилетий поддерживала близкие отношения с Гретой Гарбо ( Архивная копия от 16 сентября 2008 на Wayback Machine).
Оставила книгу воспоминаний Игра в театр (1977).

## Избранные театральные работы

### Роли
- 1942 : Соната призраков (Август Стриндберг)
- 1943: Что знает каждая женщина (Д. М. Барри)
- 1944 : Венецианский купец (Шекспир, пост. Альфа Шёберга)
- 1944 : Замечательные люди (Уильям Сароян)
- 1944 : Кровавая свадьба (Ф. Гарсиа Лорка, пост. Альфа Шёберга)
- 1945 : Асмодей (Франсуа Мориак)
- 1945 : Священные чудовища (Жан Кокто)
- 1946 : Стеклянный зверинец (Теннесси Уильямс)
- 1946 : Вишнёвый сад (Чехов)
- 1947 : Дом Бернарды Альбы (Ф. Гарсиа Лорка, пост. Альфа Шёберга)
- 1948 : Дикарка (Жан Ануй)
- 1948 : Школа злословия (Шеридан)
- 1948-1949: Семейная вечеринка (Т. С. Элиот, пост. Альфа Шёберга)
- 1950 : Безумная из Шайо (Жан Жироду)
- 1961 : Король Иоанн (Шекспир, пост. Альфа Шёберга)
- 1990 : Дядя Ваня (Чехов)

### Роли и постановки
- 1948 : Служанки (Жан Жене)
- 1950-1951 : Шери (по роману Колетт)
- 1951 : Приглашение в замок (Ануй)
- 1953 : Донья Росита, девица, или Язык цветов (Ф.Гарсиа Лорка)

### Постановки
- 1949 : Игра с огнём (Стриндберг)
- 1949 : Ардель или Ромашка (Ануй)
- 1949 : Красавица-морячка (Марсель Ашар)
- 1950 : Медведь (Чехов)
- 1951 : Падшие ангелы (Ноэл Кауард)
- 1952 : Коломба (Ануй)
- 1952 : Чужая голова (Марсель Эме)
- 1953 : Лиола (Пиранделло)
- 1954 : Козий остров (Уго Бетти)
- 1954 : Мариана Пинеда (Ф. Гарсиа Лорка)
- 1955: Свадьба ирландских странников (Дж. М.Синг)
- 1956 : Орнифль или Ветерок (Ануй)
- 1958 : Как важно быть серьёзным (Оскар Уайльд)
- 1959 : Вальс тореадоров (Ануй)
- 1961 : Кандида (Дж. Б.Шоу)
- 1962 : Счастливые дни (С.Беккет)
- 1964 : Селестина (Фернандо де Рохас)
- 1968 : Блоха в ухе (Жорж Фейдо)
- 1971 : Тартюф (Мольер)

## Избранные роли в кино
- 1922 : Любительские фильмы (Густав Муландер)
- 1940 : Med dej i mina armar (Хассе Экман)
- 1940 : En, men ett lejon! (Густав Муландер)
- 1942 : Lågor i dunklet (Хассе Экман)
- 1949 : Просто мать/ Bara en mor (Альф Шёберг)
- 1951 : Летняя интерлюдия (Ингмар Бергман)
- 1964 : Одежда (Вильгот Шёман)
- 1971 : Эмиль из Лённеберги (Улле Хелльбум)
- 1978 : Осенняя соната (Ингмар Бергман)
- 1979 : Дом Кристофера (Ларс Леннарт Форсберг)
- 1982 : Полёт Орла (Ян Труэль)
- 1986 : Amorosa (Май Сеттерлинг)

## Мемуары
- Teaterlek: memoarer. Stockholm: Askild & Kärnekull, 1977 ISBN 91-7008-632-X.